# T.C.W. Blanning
Timothy C.W. Blanning (nacido en 1942) es actualmente profesor de Historia Moderna Europea en la Universidad de Cambridge y miembro de Sidney Sussex College. Su trabajo académico se centra en la historia de la Europa continental desde el siglo XVII hasta el comienzo de la Primera Guerra Mundial.
Su último libro es George I: The Lucky King de 2017 sobre el gobernante del siglo XVIII Jorge I de Gran Bretaña.

## Obras

### Libros como autor
- Joseph II and Enlightened Despotism (Longman, 1970)
- Reform and Revolution in Mainz, 1743–1803 (Cambridge University Press, 1974)
- The French Revolution in Germany: Occupation and Resistance in the Rhineland, 1792-1802 (Oxford University Press, 1983)
- The Origins of the French Revolutionary Wars (Longman, 1986)
- The French Revolution: Aristocrats versus Bourgeois? (Macmillan, 1987)
- Joseph II (Longman, 1994)
- The French Revolutionary Wars 1787-1802 (Edward Arnold, 1996)
- The French Revolution: Class War or Culture Clash? (Macmillan, 1997)
- The Culture of Power and the Power of Culture: Old Regime Europe, 1660-1789 (Oxford University Press, 2002)
- The Pursuit of Glory: Europe 1648–1815 (Penguin, 2007)
- The Triumph of Music: The Rise of Composers, Musicians and Their Art (2008) (Acantilado, 2011)
- The Romantic Revolution: A History (2011)
- Frederick the Great: King of Prussia (Allen Lane, 2015)
- George I: The Lucky King (Allen Lane, 2017)